# La fabbrica delle mogli (romanzo)
La fabbrica delle mogli (The Stepford Wives) è un romanzo del 1972 scritto da Ira Levin. È un thriller satirico con elementi fantascientifici. In Italia è stato pubblicato anche con il titolo La donna perfetta.
Dal romanzo sono stati tratti due film, La fabbrica delle mogli (1975) e La donna perfetta (2004).

## Trama
Joanna Eberhart, insieme al marito Walter, decide di trasferirsi nell'elegante villaggio di Stepford, nel Connecticut. Lì stringe amicizia con Bobby e Charmaine, anche loro nuove in città, ma presto si renderà conto con stupore dello strano comportamento delle donne di Stepford, particolarmente sottomesse. Forse qualcosa si nasconde dietro le porte chiuse del Circolo degli uomini.

## Influenza culturale
In lingua inglese, l'espressione "Stepford wife" è diventata sinonimo di una donna sottomessa alla volontà del marito e conforme allo stereotipo servile incarnato dai personaggi del libro.
Il toponimo Stepford è usato anche in alcune storie di Dylan Dog (per la prima volta nel numero 28, Lama di Rasoio), in cui risulta un sobborgo di Londra fatto costruire da un ingegnere robotico, il dottor Ridley Murray, per volere di Joan Ritt, ex diva del cinema e madre di Tay, un serial killer che vi può sfogare i suoi istinti omicidi e dove le sue vittime cyborg vengono ricostruite il giorno seguente dallo stesso dottor Murray.

## Edizioni
- (EN) Ira Levin, The Stepford Wives, 1ª ed., Random House, 1972,  pp. 145.
- Ira Levin, La fabbrica delle mogli, traduzione di Maria Paola Ricci Dettore, Garzanti, 1973,  p. 148.
- Ira Levin, La fabbrica delle mogli, collana I Garzanti n. 682, traduzione di Maria Paola Ricci Dettore, Garzanti, 1977,  p. 142.
- Ira Levin, La donna perfetta, collana Superbeat n.2, traduzione di Maria Paola Ricci Dettore, introduzione di Chuck Palahniuk, BEAT, 2012,  p. 208, ISBN 978-88-655-9014-0.